# Boordcomputer

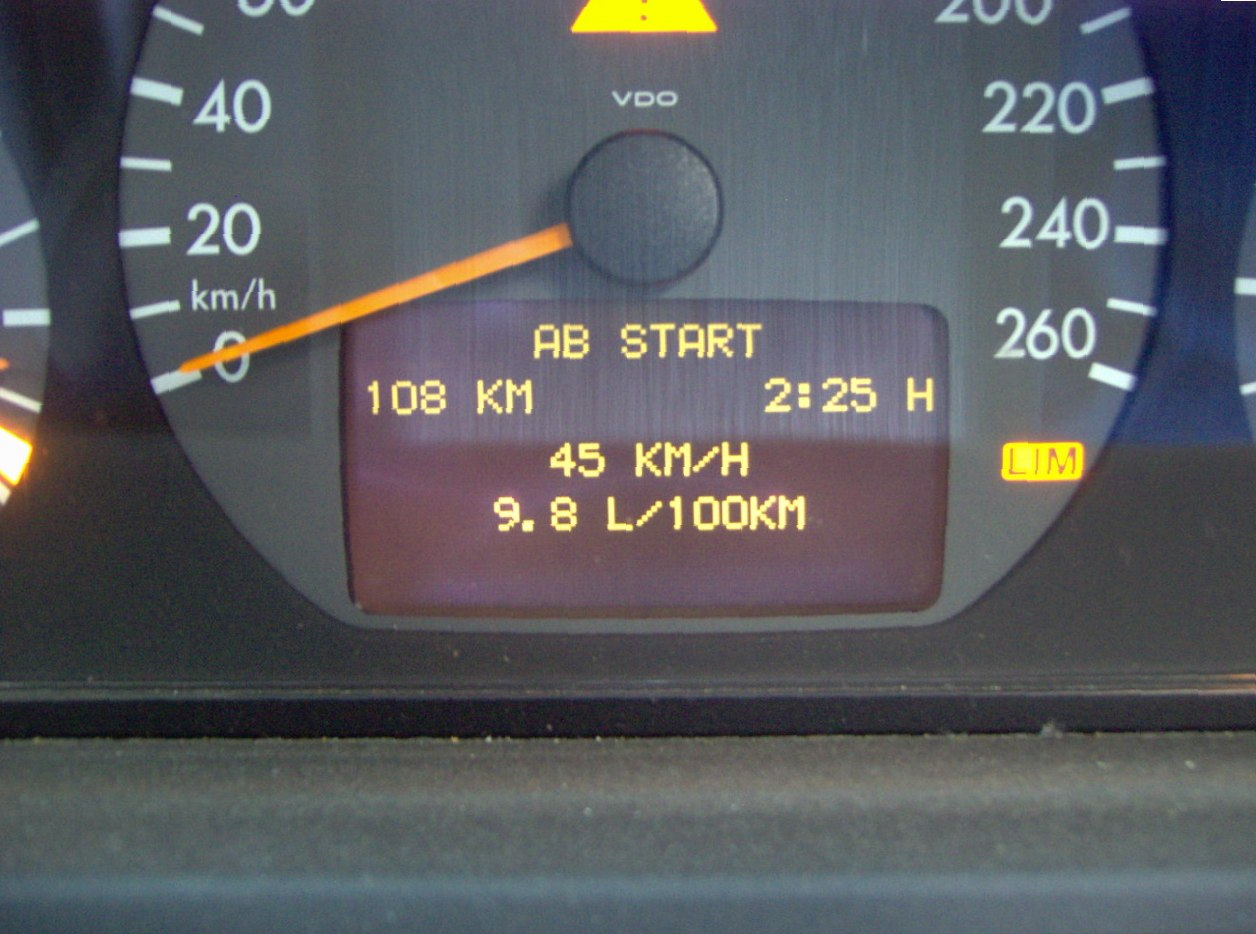
Een boordcomputer in een Mercedes-Benz W210

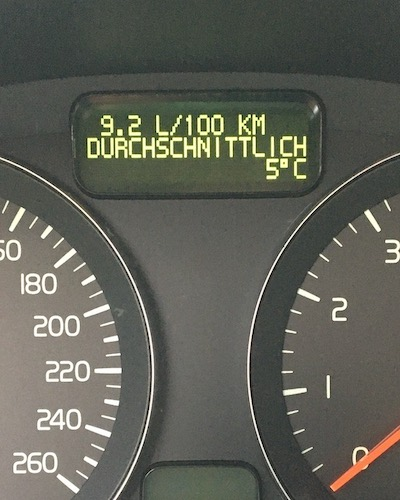
Een boordcomputer in een Volvo V50

Een boordcomputer is een type computer dat is ingebouwd in de meeste moderne auto's. De boordcomputer geeft onder meer de gereden afstand aan, de gemiddelde snelheid, en het gemiddelde en actuele brandstofverbruik.
In een andere betekenis heeft een boordcomputer de functie van een electronic control unit (ECU) of elektronische regelmodule. Deze ECU regelt verschillende ondersteunende systemen die onder andere in motorvoertuigen en vliegtuigen worden toegepast.

## Beschrijving
De eerste mechanische boordcomputers zoals de Halda Speedpilot verschenen al in de jaren 50 van de twintigste eeuw als een middel om auto's volgens een tijdschema te laten rijden. Ook de Fiat 1900 uit 1952 en de Saab GT750 in 1958 werden standaard uitgerust met een mechanisch systeem dat de gemiddelde snelheid kon tonen aan de bestuurder.
In 1978 kwam het Amerikaanse automerk Cadillac met een boordcomputer die ook het gemiddelde brandstofverbruik en de buitentemperatuur aangaf. Duurdere uitvoeringen kregen meer mogelijkheden, zoals het tonen van een stopwatch, bandendruk, kompas en gereden tijd.
Destijds hadden deze computers alleen een eenvoudig scherm om de opgenomen informatie en berekende rekenresultaten weer te geven. Pas in de jaren tachtig volgden de eerste Europese fabrikanten (vooral Renault en Citroën) dit voorbeeld. De nieuwste generaties boordcomputers kunnen via een aanraakscherm worden bediend (bijvoorbeeld in de Lexus GS en VW Golf 8). Sommige apparaten projecteren via een head-up display allerlei informatie op de voorruit (in de Toyota Prius).
Tot het einde van de twintigste eeuw (vooral buiten de VS) waren boordcomputers meestal alleen tegen meerprijs als optionele accessoire verkrijgbaar. Sinds de jaren nul van de eenentwintigste eeuw zijn ze in Europa echter steeds meer standaarduitrusting in een voertuig geworden. Een boordcomputer is vrijwel altijd aanwezig in nieuwe auto's.
Sommige moderne boordcomputers kunnen ook diagnostische informatie tonen voor monteurs, zoals foutcodes en statusinformatie van het voertuig. Steeds vaker kan de bestuurder ook instellingen aanpassen, zoals de parkeerhulp in- of uitschakelen en het regelen van verlichting.